# Münzsatz
Ein Münzsatz ist eine Serie von Münzen, die in einer repräsentativen Verpackung zusammengestellt und für den Verkauf an Sammler gedacht ist. Im engeren Sinne sind damit nur offizielle, d. h. von einer staatlichen Präge- oder Ausgabestelle verpackte Sätze gemeint.

## Kursmünzensätze
Kursmünzensätze (KMS) enthalten ein Set der Kursmünzen eines Jahrgangs, die vom jeweiligen Staat ausgegeben wurden. KMS stellen ein eigenes Sammelgebiet dar; sie werden von Münzensammlern aber auch gesucht, weil sie teilweise Münzen enthalten, die im allgemeinen Umlauf nicht zu finden sind, so z. B. die DM-Kursmünzen der letzten Jahre oder die Schweizer Fünffrankenstücke der Jahre 1991 und 1993 sowie das Einrappenstück des Jahres 2006.

### Deutschland
Seit 1964 sind deutsche Kursmünzensätze in Spiegelglanz (Polierte Platte) und seit 1974 in Stempelglanz (Normalprägung) erhältlich. Seit 2002 enthalten die Sätze die deutschen Euromünzen, seit 2006 einschließlich der 2-Euro-Gedenkmünze aus der Bundesländer-Serie. Herausgegeben werden die Münzsätze von der Münze Deutschland (bis 31. Januar 2020: VfS Weiden – Verkaufsstelle für Sammlermünzen der Bundesrepublik Deutschland in Weiden).

### Österreich
Der Kursmünzensatz erhielt zuletzt (z. B. 1981) kein 1-Groschen-Stück mehr, sondern enthielt die Münzen 2-Groschen bis hinauf zu 20-Schilling. In den 1990er Jahren wurde das 5-Groschen-Stück fast nur mehr auf Banken, jedoch nicht mehr in Geschäften zum Zahlungsverkehr gehandhabt. Das 2-Groschen-Stück wurde nur mehr äußerst selten auf Banken zum Herausgeben von Groschenbeträgen bei Bareinzahlungen verwendet, jedoch noch im Kursmünzensatz und wurde vermutlich deshalb zumindest noch bis 1992 geprägt.

### Schweiz
Seit 1974 werden von der Eidgenössischen Münzstätte jährlich Kursmünzensätze in Stempelglanz und Polierter Platte herausgegeben. Seit 1999 ist darin auch die jeweils aktuelle Bimetall-Gedenkmünze enthalten (bis 2003 zu 5 Fr., seither zu 10 Fr., siehe auch Gedenkmünzen der Schweiz). Seit 2002 ist zudem ein Babymünzsatz erhältlich, der neben den Kursmünzen eine Medaille enthält und als Geschenk zur Geburt eines Kindes gedacht ist.

## Andere Arten von Münzsätzen
Nicht nur Kursmünzen, sondern auch Gedenkmünzen werden zu Sätzen zusammengefasst, besonders dann, wenn mehrere Gedenkmünzen zum gleichen Anlass geprägt wurden.
Eine Besonderheit stellt das britische Maundy set dar, welches aus Münzen zu 1, 2, 3 und 4 Pence besteht und jeweils am Gründonnerstag für wohltätige Zwecke verteilt wird.
Sogenannte „Messesätze“ werden anlässlich von Münzenmessen verkauft. Eine spezielle Verpackung erinnert an die jeweilige Messen. Diese Sätze können privat (von Händlern oder dem Veranstalter), aber auch von offiziellen Ausgabestellen, die an der Messe vertreten sind, verpackt worden sein.